# Cynolebias itapicuruensis
Cynolebias itapicuruensis es un pez de la familia de los rivulinos en el orden de los ciprinodontiformes.

## Morfología
Los machos pueden alcanzar los 8,7 cm de longitud total y las hembras los 6,56 cm.

## Distribución geográfica
Se encuentran en Sudamérica: Brasil.